# Čechovští z Čechovic
Čechovští z Čechovic byl starý slezský a moravský šlechtický rod, první písemné zmínky o něm se objevují v 14. století. Rod vlastnil statkářskou usedlost a přilehlé polnosti v Čechovicích. Mimo jiné rodu patřila obec Hostín, kterou přebírá od rodu Švamberků.
V 17. století se rod manželským svazkem spojuje s rodem Soldánů z Čechovic, kteří přebírají pozůstatky jejich usedlosti v Čechovicích, Obec Hostín však byla jejich následníkům odebrána. Rod tak upadal dále v zapomnění a jeho členové postupně přijímali různá nešlechtická povolání. Rozdělil se na několik větví, z nichž některé žijí v zahraničí.